# Élections municipales de 1908 en Ille-et-Vilaine
Les élections municipales en Ille-et-Vilaine ont eu lieu les 3 et 10 mai 1908.

## Maires sortants et maires élus
| Commune             | Population | Maire sortant                     | Parti | Parti    | Maire élu                         | Parti | Parti    |
| ------------------- | ---------- | --------------------------------- | ----- | -------- | --------------------------------- | ----- | -------- |
| Bain-de-Bretagne    | 4 873      | Jules Jouin                       |       | Répub.   | Jules Jouin                       |       | Répub.   |
| Bazouges-la-Pérouse | 3 548      | Marie-Joseph Delafosse            |       | Monar.   | Marie-Joseph Delafosse            |       | Monar.   |
| Cancale             | 7 061      | Ernest Herclat                    |       | Rad.     | Charles Mahé                      |       | Répub.   |
| Combourg            | 5 208      | Valentin Cutté                    |       | Répub.   | Valentin Cutté                    |       | Répub.   |
| Dinard-Saint-Énogat | 6 114      | Jean-Marie Degas                  |       | Répub.   | Paul Crolard                      |       | Rad.soc. |
| Dol                 | 4 588      | Victor Planson                    |       | Rad.     | Victor Planson                    |       | Rad.     |
| Fougères            | 23 537     | Jean-Marie Dauguet                |       | Rép.G    | Jean-Marie Dauguet                |       | Rép.G    |
| Grand-Fougeray      | 3 706      | Jean-Marie Chupin                 |       | Monar.   | Jean-Marie Chupin                 |       | Monar.   |
| Iffendic            | 4 038      | Aimé Neveu                        |       | Rép.G    | Aimé Neveu                        |       | Rép.G    |
| Janzé               | 4 484      | André de Villoutreys de Brignac   |       | Rép.lib. | André de Villoutreys de Brignac   |       | Rép.lib. |
| Louvigné-du-Désert  | 3 736      | Ferdinand Baston de La Riboisière |       | Prog.D   | Ferdinand Baston de La Riboisière |       | Prog.D   |
| Martigné-Ferchaud   | 3 678      | Raoul de Gourden                  |       | Rép.lib. | Raoul de Gourden                  |       | Rép.lib. |
| Maure               | 3 831      | François Barbotin                 |       | Cons.    | François Barbotin                 |       | Cons.    |
| Paramé              | 5 562      | Louis Maillard                    |       |          | Joseph Jumelais                   |       | Lib.     |
| Pipriac             | 3 899      | Louis Boutié                      |       | Lib.     | Louis Boutié                      |       | Lib.     |
| Plélan              | 3 534      | François Louis de Rochebouët      |       | Cons.    | François Louis de Rochebouët      |       | Cons.    |
| Pleurtuit           | 3 808      | Joseph Brugaro                    |       | Répub.   | Joseph Brugaro                    |       | Répub.   |
| Redon               | 6 681      | Étienne Gascon                    |       | Rad.     | Étienne Gascon                    |       | Rad.     |
| Rennes              | 75 640     | Eugène Pinault                    |       | Prog.    | Jean Janvier                      |       | Rad.     |
| Saint-Malo          | 10 647     | Charles Jouanjan                  |       | Rép.G    | Charles Jouanjan                  |       | Rép.G    |
| Saint-Servan        | 12 242     | Léonce Demalvilain                |       | Rép.G    | Léonce Demalvilain                |       | Rép.G    |
| Vitré               | 10 092     | Georges Garreau                   |       | Rép.G    | Georges Garreau                   |       | Rép.G    |